# Сполдинг (Великобритания)
Сполдинг (англ. Spalding) — рыночный город (англ.) с населением 28 722 человека по переписи 2011 года, на реке Уэлланд в округе Южная Голландия графства Линкольншир, Англия.
Город был хорошо известен ежегодным цветочным парадом Сполдинга, проводившимся с 1959 по 2013 год. В свое время он привлекал толпы более 100 000 человек. С 2002 года в городе ежегодно проводится Фестиваль тыквы в октябре.